# Vincent Pierre-Michel Laisney
Vincent Pierre-Michel Laisney OSB (* 20. Mai 1956 in Lille) ist ein französischer Ägyptologe.

## Leben
1976 trat er in das Kloster Saint-Joseph de Clairval unter dem Ordensnamen Vincent ein. Nach der Priesterweihe 1981 studierte er von 1976 bis 1981 Philosophie und Theologie im Kloster Saint-Joseph de Clairval. Von 1994 bis 1997 studierte er heilige Schrift am Pontificio Istituto Biblico (Licentia in Sacra Scriptura). Von 1997 bis 2004 studierte er Ägyptologie in Berlin. Seit 2004 ist er Professor für Ägyptologie am Pontificio Istituto Biblico.

## Schriften (Auswahl)
- L’enseignement d’Aménémopé. Pontificio Istituto biblico, Rom 2007, ISBN 978-88-7653-634-2.
- zusammen mit Vincent W. J. van Gerven Oei, Giovanni Ruffini, Alexandros Tsakos, Kerstin Weber-Thum, Petra Weschenfelder (Hrsg.): The old Nubian texts from Attiri. Punctum Books, Goleta 2016, ISBN 978-0-9982375-7-2.
- zusammen mit Shih-Wei Hsu, Jan Moje (Hrsg.): Ein Kundiger, der in die Gottesworte eingedrungen ist. Festschrift für den Ägyptologen Karl Jansen-Winkeln zum 65. Geburtstag. Zaphon, Münster 2020, ISBN 978-3-96327-094-9.